# Felkington
Felkington lub Filkington – przysiółek w Anglii, w Northumberland, w dystrykcie (unitary authority) Northumberland, w civil parish Duddo. Leży 38.9 km od miasta Alnwick, 85.4 km od miasta Newcastle upon Tyne i 483.4 km od Londynu. W 1951 roku civil parish liczyła 59 mieszkańców.